# Повітряні сили Китайської Народної Республіки
Повітряні сили Китаю (кит. 中国空军, пін. Zhōngguó Kōngjūn), повна назва — Повітряні сили Народно-визвольної армії Китайської Народної Республіки (кит. 中國人民解放軍空軍, пін. Zhōngguó Rénmín Jiěfàngjūn Kōngjūn) — вид збройних сил КНР, що складається з п'яти родів військ: авіація, зенітні ракетні війська, ракетні війська ППО, радіотехнічні війська, повітряно-десантний корпус.
Були засновані 11 листопада 1949 року.
Станом на 2021 рік їхня чисельність становила 398 000 чоловік персоналу, понад 5200 літаків.
ПС Китаю є найбільшими в Азії, та третіми у світі після ПС США та ПКС РФ.

## Авіатехніка на озброєнні
| Тип                                 | Зображення           | Розробник     | Кількість     | Примітки                                              |               |
| Бойові літаки                       | Бойові літаки        | Бойові літаки | Бойові літаки | Бойові літаки                                         | Бойові літаки |
| ----------------------------------- | -------------------- | ------------- | ------------- | ----------------------------------------------------- | ------------- |
| Harbin H-5 Harbin HJ-5              |                      | КНР           | 150 87        | бомбардувальник навчальний бомбардувальник            |               |
| Xi'an H-6 Xi'an H-6U Xi'an HY-6     |                      | КНР           | 120 10        | бомбардувальник літак-дозаправник                     |               |
| Су-30MKK                            |                      | Росія         | 76            | МФІ                                                   |               |
| Су-27                               |                      | Росія         | 53            | МФІ. Поставлені КНААПО до Китаю в 1992—1996 роках     |               |
| Су-27УБК                            |                      | Росія         | 16            | МФІ                                                   |               |
| Shenyang J-11                       |                      | КНР           | 120           | МФІ. Збиралися за ліцензією з комплектів з 1998 року  |               |
| Chengdu FC-1 Xiaolong               |                      | КНР Пакистан  | 4             | МФІ                                                   |               |
| Chengdu J-10                        |                      | КНР           | 200           | МФІ                                                   |               |
| Xi'an JH-7                          |                      | КНР           | 60            | замінить застарілі штурмовики Q-5                     |               |
| Shenyang J-8                        |                      | КНР           | 180           | МФІ                                                   |               |
| Chengdu J-7,Chengdu J-7II GAIC JJ-7 |                      | КНР           | 290 90        | МФІ навчальний винищувач Збиралися з 1966 по 2008 рік |               |
| Nan Chang Q-5I                      |                      | КНР           | 120           | штурмовик, будується з 1969 по теперішній час         |               |
| Транспортні літаки                  |                      |               |               |                                                       |               |
| Boeing 737—300 Boeing 737—700       | Файл:UIA in Kyiv.jpg | США           | 8 1           | транспортний літак транспортний літак                 |               |
| Bombardier RJ200LR                  |                      | Канада        |               | транспортний літак                                    |               |
| Bombardier RJ700                    |                      | Канада        | 5             | транспортний літак                                    |               |
| Canadair Challenger 601             |                      | Канада        | 5             | адміністративний літак                                |               |
| Harbin Y-11                         |                      | КНР           | 15            | транспортний літак                                    |               |
| Harbin Y-12                         |                      | КНР           | 2             | транспортний літак                                    |               |
| Іл-18                               |                      | СРСР          | 10            | транспортний літак                                    |               |
| Іл-76                               |                      | СРСР          | 20            | транспортний літак                                    |               |
| Shaanxi Y-8                         |                      | КНР           | 40            | транспортний літак                                    |               |
| Ан-2                                |                      | КНР           | 300           | загального призначення                                |               |
| Ту-154M                             |                      | СРСР          | 7             | транспортний літак                                    |               |
| Xi'an Y-7                           |                      | КНР           | 23            | транспортний літак                                    |               |
| Навчальні літаки                    |                      |               |               |                                                       |               |
| HAIG/PAC K-8                        |                      | КНР Пакистан  | 190           | навчально-бойової                                     |               |
| Nan Chang CJ-6                      |                      | КНР           | 1419          | навчально-тренувальний                                |               |
| Гелікоптери                         |                      |               |               |                                                       |               |
| Eurocopter AS332                    |                      | Франція       | 6             | транспортний вертоліт                                 |               |
| Мі-8                                |                      | СРСР          | 100           | багатоцільовий вертоліт                               |               |
| Sikorsky S-70C                      |                      | США           | 19            | транспортний вертоліт                                 |               |